# Sara Kullgren
Sara Kullgren, född 1967, är en svensk direktör och tidigare chef för Nokia i Sverige.
Kullgren arbetade på Apple 1992–1996. Därefter började hon på Nokia, bland annat med företagets verksamhet i Norge. År 1998 utågs hon till vd för Nokia Mobile Phones Scandinavia där hon efterträdde Mads Winblad.
År 1999 utsåg tidningen Veckans affärer henne till den mäktigaste kvinnan i svenskt näringsliv. Hon var 31 år gammal när hon blev Sverige-vd och var synlig i massmedia. Hon slutade som vd år 2006, men stannade kvar vid Nokia fram till hösten 2008. Därefter var hon regionchef på Oriflame.
År 2012 blev Kullgren chef för produktutveckling på Eniro AB. Hon valde att lämna Eniro hösten 2013.
År 2014 började hon på Microsoft, inledningsvis som chef för "Developer Experience and Evangelism".